# Horace Vernet
Émile Jean Horace Vernet (Parigi, 30 giugno 1789 – Parigi, 17 gennaio 1863) è stato un pittore e fotografo francese.

## Biografia
Figlio d'arte – suo padre Carle Vernet era pittore e litografo e suo nonno Claude Joseph Vernet era stato pittore e incisore – Horace seguì la tradizione di famiglia, impegnandosi particolarmente nella produzione di genere militare, di cui fece la sua specialità e nella quale si rivelò un artista brillante, mai superficiale. Gli si devono, infatti, splendide scene di battaglie, di sport e di soggetti orientali.
Ma non disdegnò i paesaggi e i ritratti. Famoso, fra questi ultimi, quello della sua modella e amante Olimpia Pélissier, prima che ella divenisse la seconda moglie di Gioachino Rossini (in realtà il ritratto è lo studio per un quadro biblico: Giuditta e Oloferne).
Divenne celebre già in vita e nel 1829 fu nominato Direttore dell'Accademia di Francia, a Roma, ruolo che ricoprì sino al 1834. Interessatosi alla nascente arte fotografica, fu il primo a riprendere il porto di Marsiglia su un dagherrotipo nel 1839. Sua figlia sposò il pittore Paul Delaroche e Horace, ormai ricco, acquistò nel 1855 una tenuta nella località "Les Bormettes", nel Comune di La Londe-les-Maures, a quel tempo semplice sobborgo di Hyères, affascinato dalla bellezza dei luoghi, le cui acque azzurre e le cui dolci colline gli ricordavano l'Algeria, dove aveva soggiornato anni addietro.
Vi fece costruire un grande castello di impianto medievale, ma composto da diversi corpi di fabbrica del tutto eterogenei e di differenti stili.
In precedenza, all'inizio degli anni quaranta, Vernet si era recato in Egitto, in compagnia di suo nipote e di Pierre-Gustave Joly de Lotbinière. Da quel viaggio essi avevano riportato i primi dagherrotipi dell'Egitto che diedero loro lo spunto per un libro: Excursions daguerriennes.
Nel 1855, all'Esposizione Universale di Parigi, Vernet occupò con le sue tele, al pari di Ingres, un'intera sala e ricevette la medaglia d'oro. Questo riconoscimento lo pose al primo posto fra i pittori della sua epoca.
Di Horace Vernet, Sainte-Beuve disse: «Era un uomo di spirito, di carattere amabile, di natura retta, onesta, leale, vivace eppur equilibrata».
E, sempre su di lui, il pittore inglese Edwin Henry Landseer così si espresse: «I quadri di Vernet si pongono al di sopra di quelli di tutti i suoi rivali, perché sono unicamente frutto del suo talento.»
Nel mese di dicembre del 1862 Napoleone III, appreso che Vernet era gravemente ammalato, gli scrisse: Mio caro Monsieur Horace Vernet, vi invio la Croce di Grande Ufficiale della Legion d'Onore, come ad un grande pittore di una grande epoca. Un mese dopo Vernet moriva, a 74 anni. Fu sepolto nel Cimitero di Montmartre.
La Galleria dell'Accademia di belle arti di Napoli possiede il bozzetto Arabo a cavallo, olio su tela, 18,5x14,5 cm, proveniente dalla donazione Palizzi, del 1898.

## Alcune opere
Tutte le incisioni di Vernet furono vendute all'asta nel 1861.
Dipinti
- Il Massacro dei Mammalucchi della Cittadella del Cairo, 1819, firmato H. Vernet e datato.
- Ritratto del duca di Orléans. 1819, Museo Condé.
- Il duca di Orléans chiede ospitalità ai religiosi del Piccolo San Bernardo. circa 1819, Museo Condé, Chantilly.
- Mazeppa e i lupi, 1826, Avignone, Museo Calvet.
- Edith ritrova il corpo di Aroldo, 1828, Cherbourg-en-Cotentin Museo Thomas Henry.
- Giuditta e Oloferne, 1829, Pau, museo di belle arti.
- Il Prometeo polacco, 1831, Parigi, Biblioteca polacca.
- Briganti italiani sorpresi dalle truppe Pontificie, 1831, Baltimora, Walters Art Museum.
- Presa della "smalah" d'Abd-el-Kader, È questa la più grande tela francese sino al XIX secolo.[4]
- Raffaello in Vaticano, 1832, museo del Louvre
- Il Parlamentare e i "Medjeles". 1834, Museo Condé.
- La battaglia di Jena, 1836, Reggia di Versailles.
- Il mercato degli schiavi, 1836, Alte Nationalgalerie.
- Lezione di violino del conte di Parigi. 1842, Museo Condé.
- Giuda e Tamar, Salon del 1843, firmato H. Vernet e datato 1840, Londra, Wallace Collection.
- Presa del forte di Malakoff, 1858, Museo Rollin, Autun.

## Onorificenze
- Cavaliere dell'Ordine Equestre del Santo Sepolcro di Gerusalemme, 14 dicembre 1839

## Riconoscimenti
- Medaglia d'oro all'Esposizione Universale di Parigi del 1855.
- Un Comune dell'Algeria, durante la colonizzazione francese, portò il suo nome.

## Galleria d'immagini

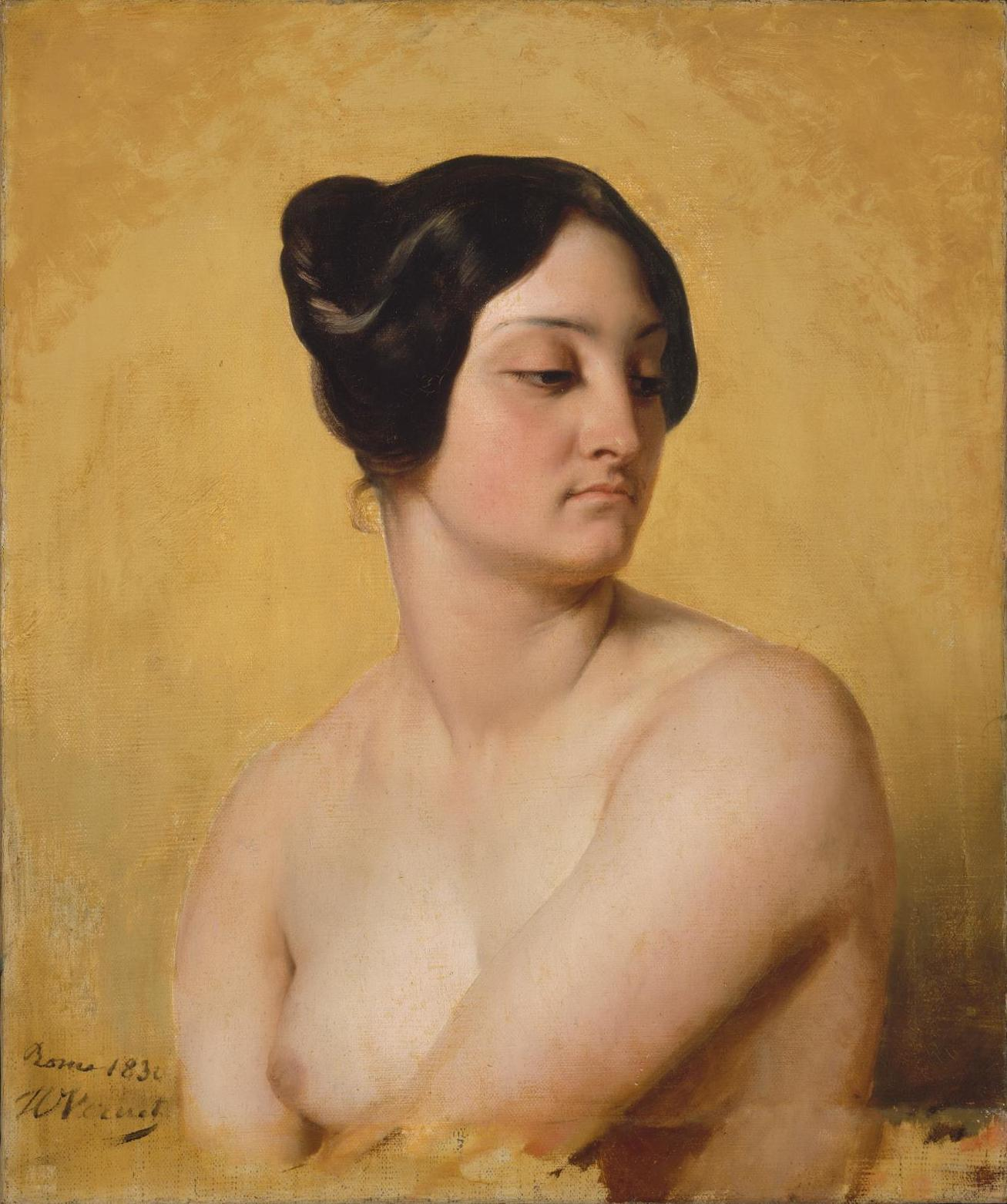
Olympe Pélissier
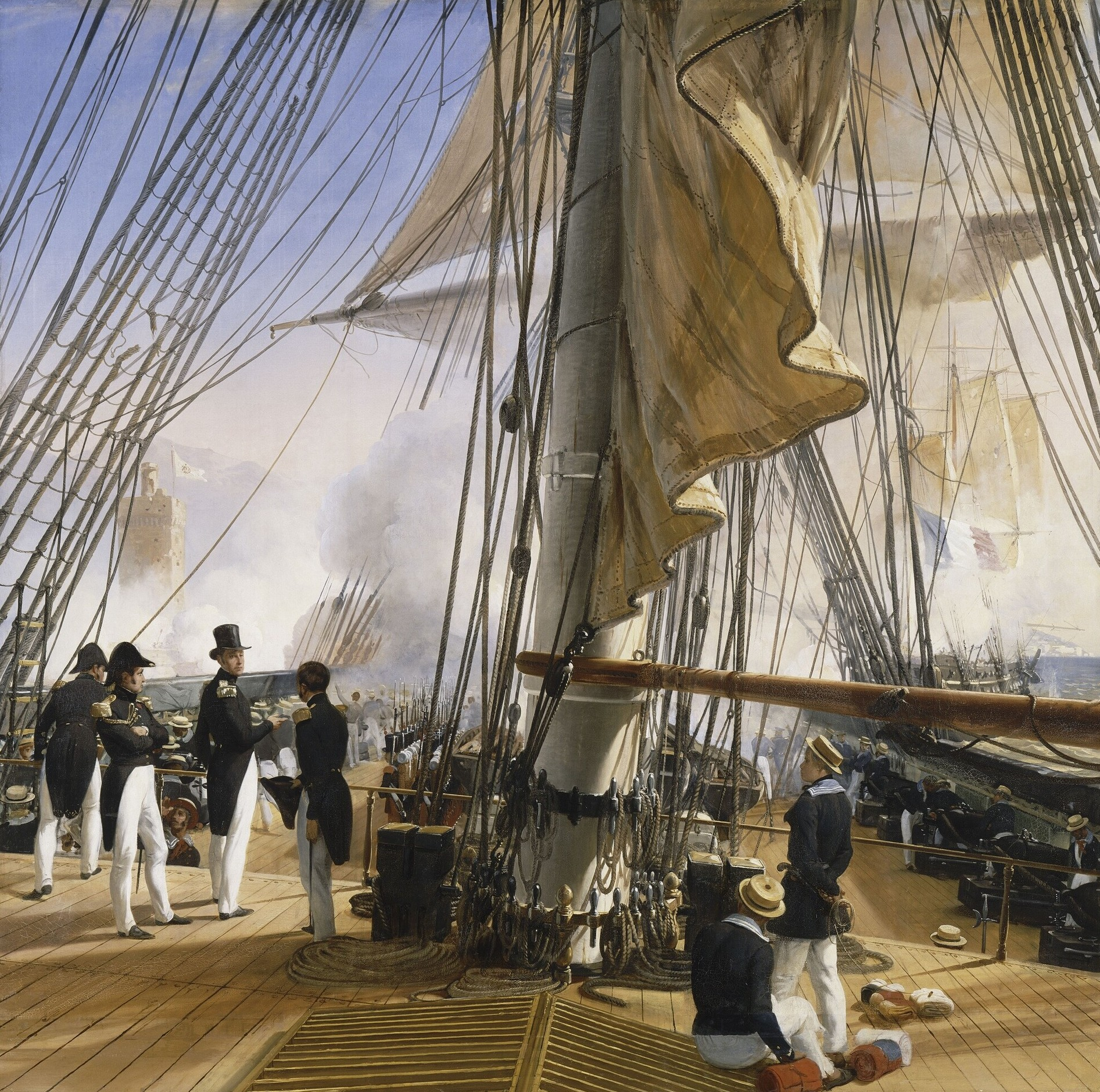
Tage 1831
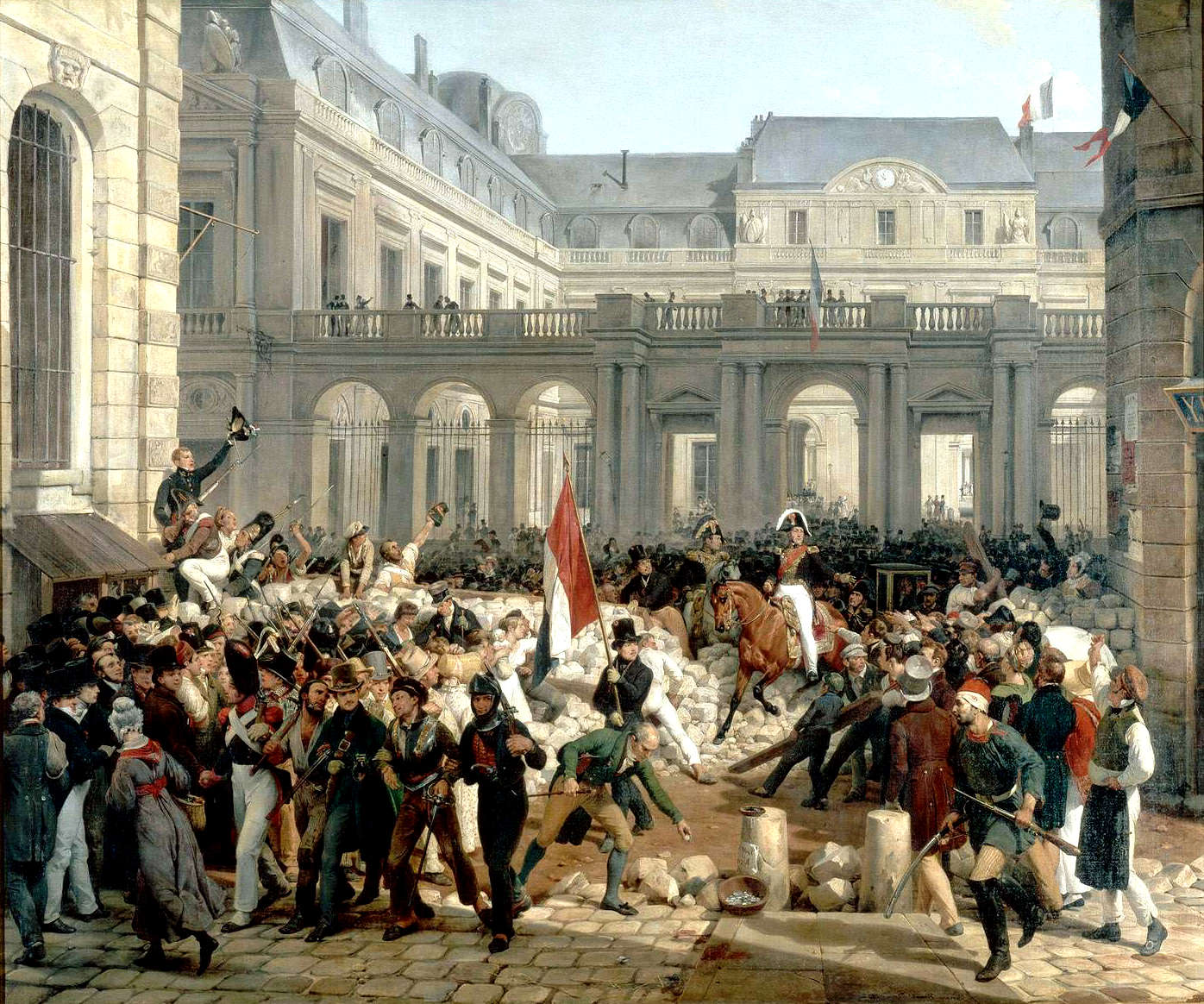
Luigi Filippo lascia il palazzo reale
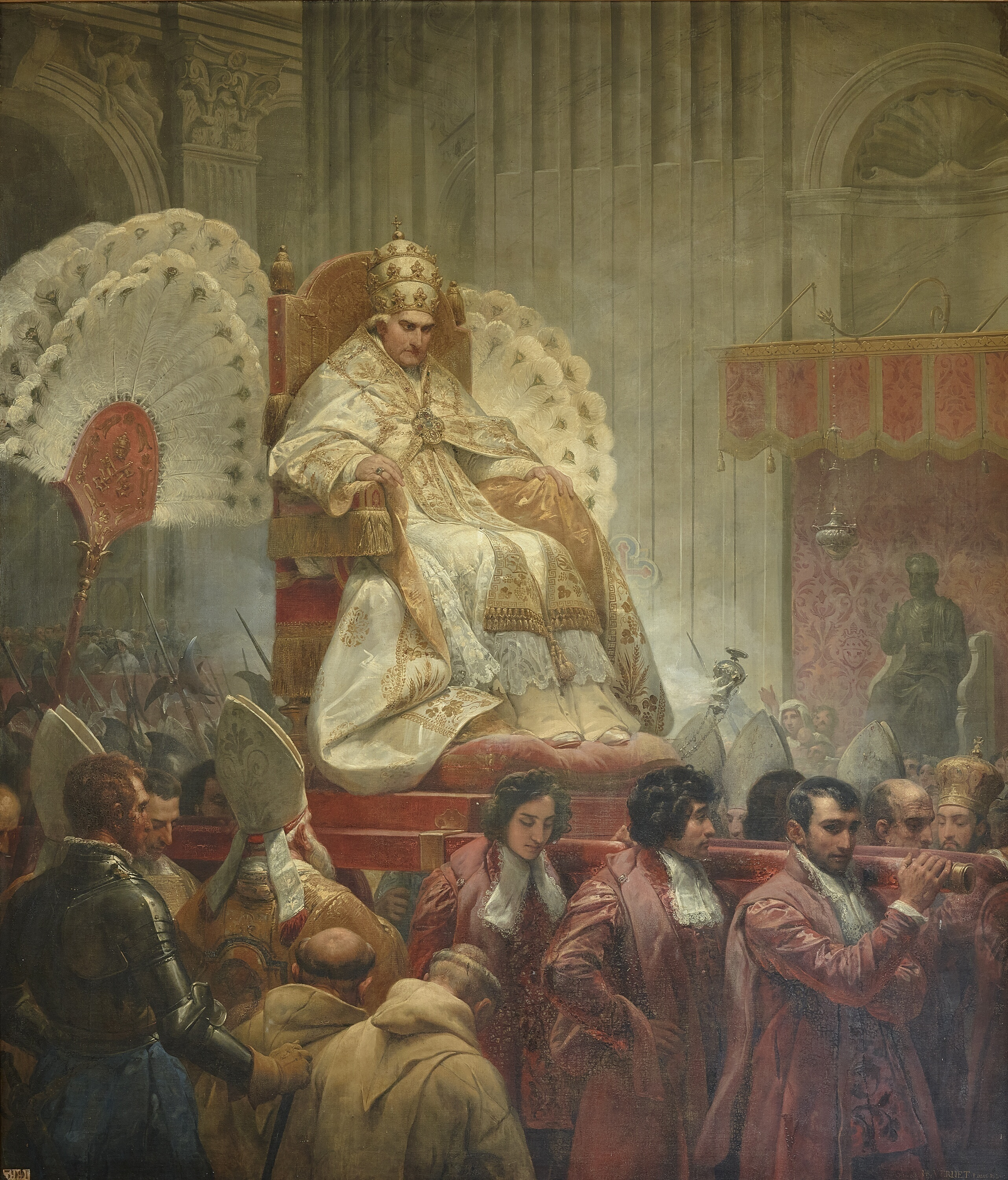
Papa Pio VIII in San Pietro
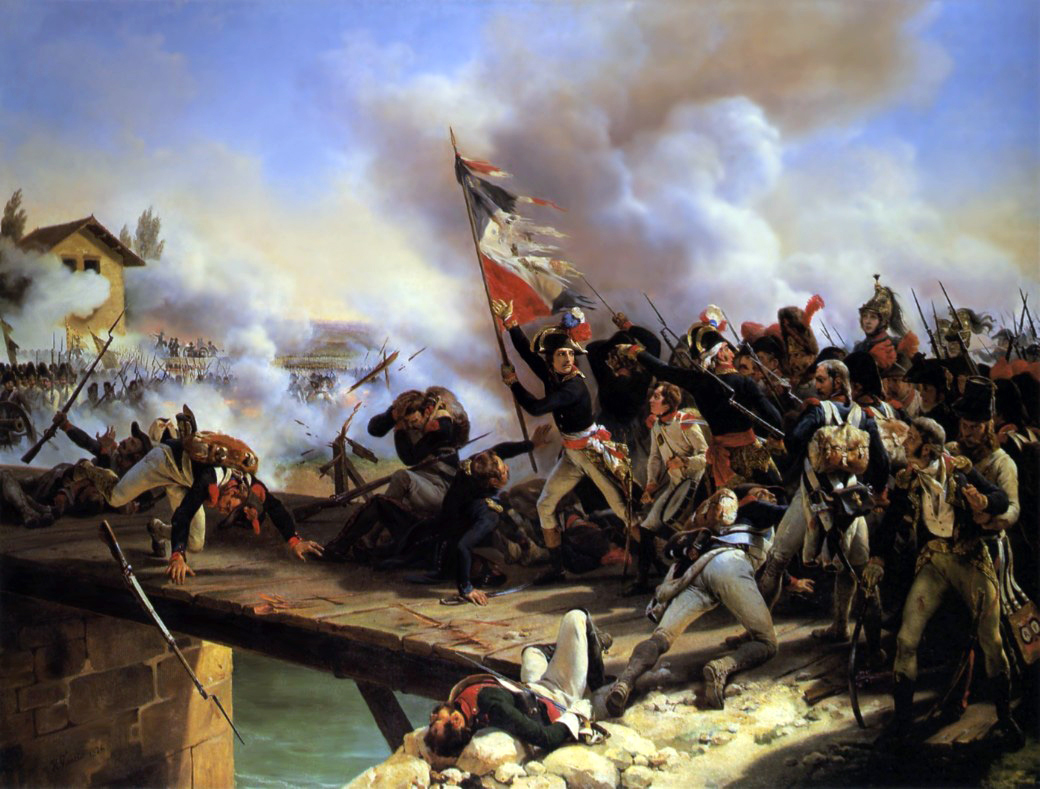
La battaglia del ponte di Arcole
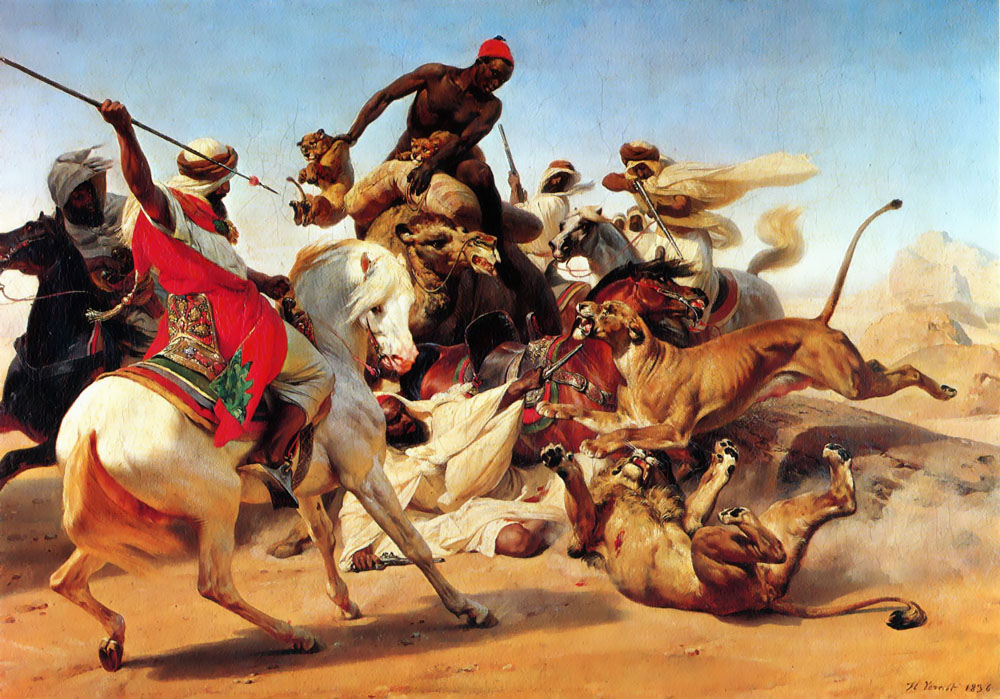
Caccia al leone
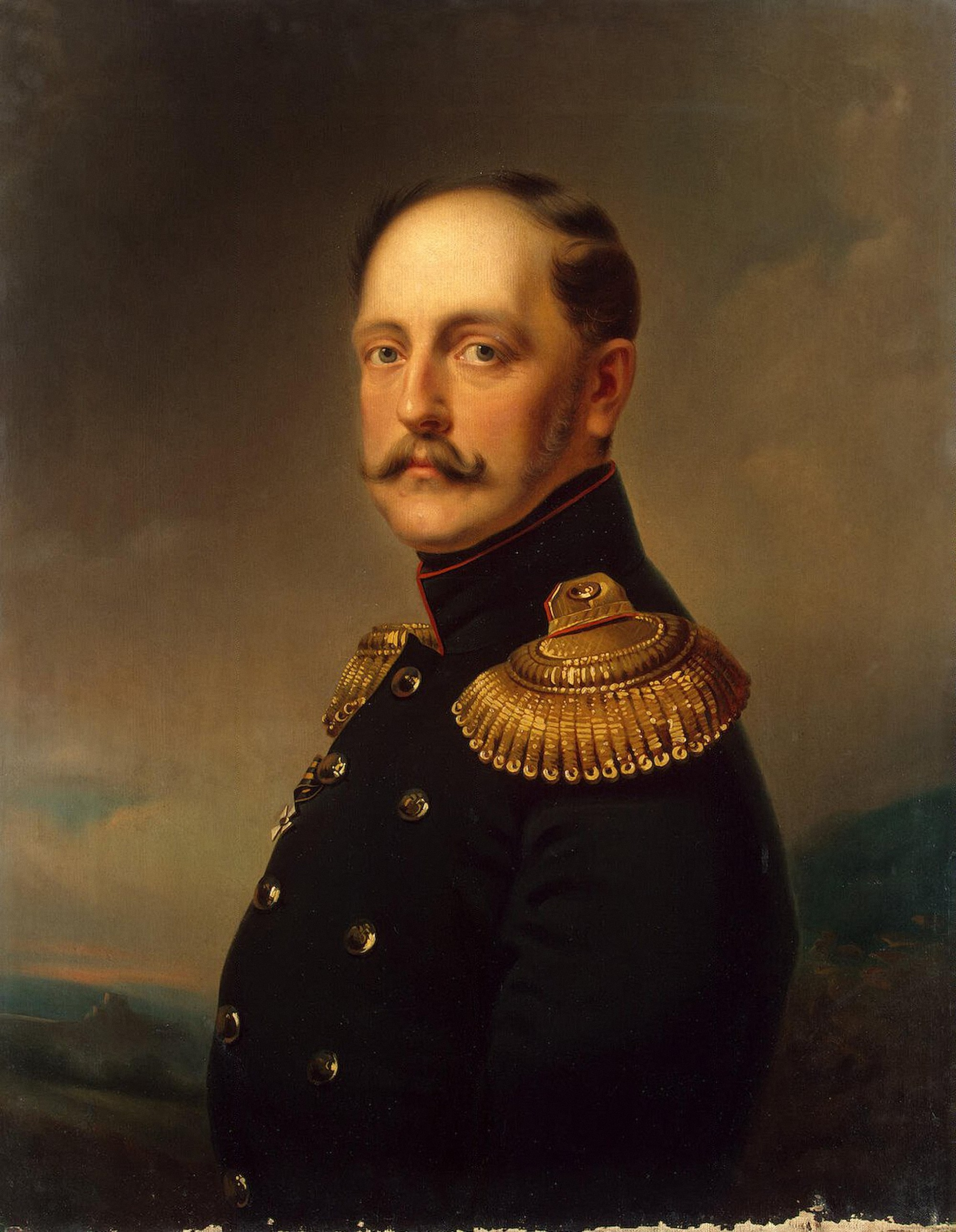
Ritratto dello Zar Nicola I di Russia
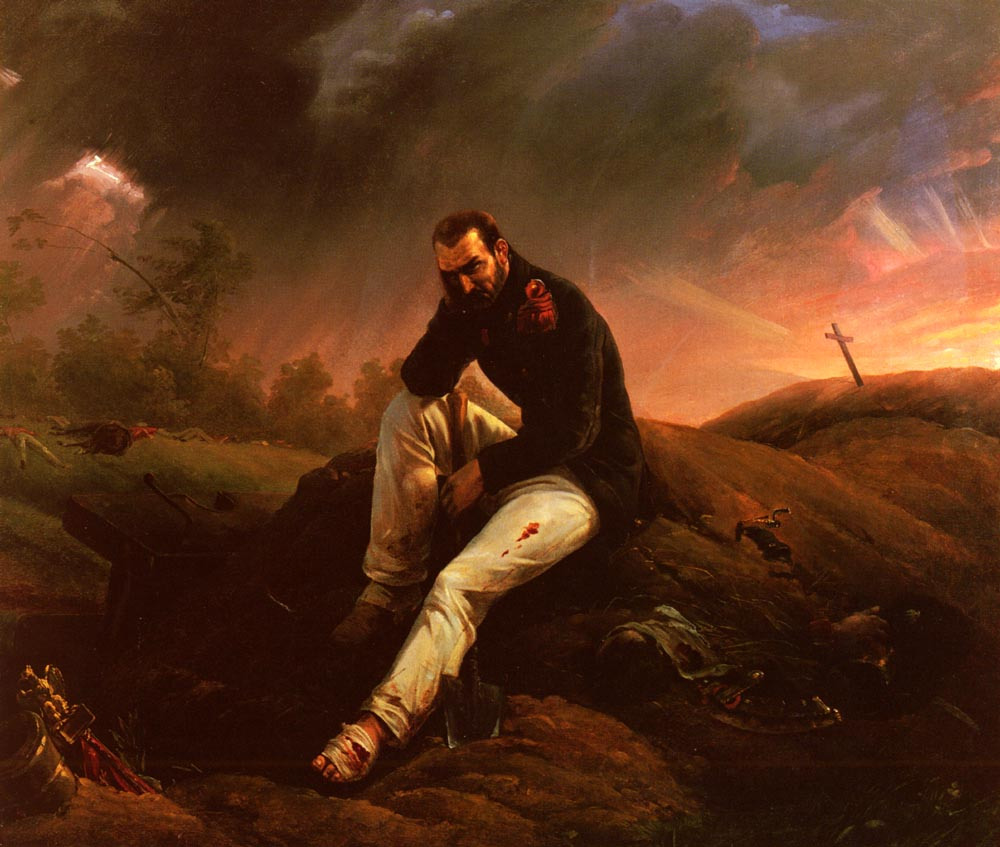
L'ultimo granatiere a Waterloo

### In letteratura
Nell'Avventura dell'interprete greco, appartenente alla raccolta Le memorie di Sherlock Holmes di Arthur Conan Doyle, Sherlock Holmes afferma di essere un discendente di Horace Vernet. Questa notizia viene ripresa nel videogioco Sherlock Holmes e il re dei ladri.